# 海外新聞
海外新聞（かいがいしんぶん）は、浜田彦蔵が岸田吟香・本間清雄らの協力を得て、1864年に横浜で創刊した新聞。主に、英字新聞を日本語に翻訳した。創刊時は手書きで、誌名は「新聞誌」であった。1865年5月に木版印刷となり名称を「海外新聞」に変更。1866年9月頃廃刊。1862年創刊の「官板海外新聞（官板バタビヤ新聞）」とは別。